# الشلن (الأسترالي)
كان الشلن، المعروف بشكل غير رسمي باسم "بوب"، نوعًا من العملات الفضية التي أصدرتها كومنولث أستراليا، والتي تداولوها قبل تحويل العملات الأسترالية إلى النظام العشري. اشتق الشلن الأسترالي من نظام الجنيه الإسترليني البريطاني ما قبل العشري (الشلن البريطاني) و إصدر لأول مرة بعد إقرار قانون العملة الأسترالية عام 1909، والذي أسس أول نظام عملة رسمي في أستراليا. إصدر الشلن كجزء من العملة الفضية الأسترالية، والتي تضمنت الشلنين (الفلورين)، والستة بنسات، والثلاثة بنسات. سك الشلن من عام 1910 حتى عام 1963. خلال هذه الفترة، كان هناك تعديل مهم في تصميم الشلن الأسترالي، وهو التغيير في تصميمه العكسي، والذي حدث في عام 1938 عندما تغير التصميم من شعار النبالة الأسترالي (1910-1936) إلى وجه رأس كبش ميرينو (1938-1963).
كان تصميم الشلن الأسترالي في الأصل يهدف إلى تقليد تصميم الشلن البريطاني؛ ومع ذلك، كانت هناك تغييرات محددة في التصميم نفذت والتي خلقت بعض التمييز بين العملتين. ارتفع إنتاج الشلن الأسترالي بعد إصداره لأول مرة، ففي السنوات القليلة الأولى من إنتاجه إنتج ألف شلن سنويًا، بينما في نهاية إصدار الشلن، ارتفع هذا المبلغ إلى حوالي عشرة آلاف شلن سنويًا.
وبموجب التحول نحو نظام العشرية في العملة الأسترالية، لم يعد يصدر الشلن بعد عام 1963 إلى جانب العملات الفضية الأخرى مثل العملات ذات الستة بنسات والشلنين. في 14 فبراير 1966، تخلصوا تدريجيًا من هذه العملات الفضية الأسترالية (إلى جانب بقية العملات الأسترالية التي تسبق النظام العشري) بمرور الوقت وفقًا لقانون العملة لعام 1965.

## التاريخ
إصدر الشلن الأسترالي لأول مرة في عام 1910 كجزء من تنفيذ قانون العملات لعام 1909، إلى جانب عملات فضية أخرى، مثل الشلنين والستة بنسات والثلاثة بنسات (إصدرت جميعًا في البداية مع طباعة رأس إدوارد السابع على الجانب الأمامي من العملة).

### ما قبل العشرية
قبل تأسيس اتحاد أستراليا في عام 1901، كانت الإمبراطورية البريطانية تشحن الشلنات البريطانية إلى مختلف أنحاء العالم لتكون بمثابة عملة عالمية للإمبراطورية. في الفترة ما بين 10 فبراير 1825 و10 يونيو 1836، شحنت دار سك العملة الملكية البريطانية عملات فضية بقيمة 166000 جنيه إسترليني إلى أستراليا.
ومع ذلك، بعد تأسيس اتحاد أستراليا، قررت البلاد إنشاء نظام عملة خاص بها. بعد إقرار قانون سك العملة لعام 1909، سك أول شلن أسترالي في إنجلترا، في دار سك العملة هيتون في برمنغهام ودار سك العملة الملكية في لندن. في عام 1916، كانت العملات الأسترالية الأولى التي سكت في أستراليا عبارة عن عملات فضية، بما في ذلك الشلنات التي أنتجتها دار سك العملة في ملبورن.
على مدى السنوات الخمسين التالية، كانت هناك تغييرات طفيفة في العملات الفضية الأسترالية؛ ومع ذلك، كانت هناك تغييرات محددة في التصميم حدثت نتيجة للتغيرات في الملكية الإنجليزية وفترات الحرب. وكان هناك أيضًا عدد من التغييرات في تصميم العملة طوال فترة إنتاجها بين عامي 1910 و1963. ومع ذلك، في الأعوام 1923، 1929، 1930، 1932، 1937، 1947، 1949 و1951، لم تصدر الشلنات الأسترالية للتداول.

### الانتقال إلى النظام العشري
في أواخر الخمسينيات وأوائل الستينيات، استعدت أستراليا لتحويل عملتها إلى النظام العشري، وهو ما أطلق عليه "يوم C" في يوم الاثنين 14 فبراير 1966. استعدادًا ليوم "C"، خلصت الحكومة الأسترالية إلى أنه لن تصدر أي عملات من فئة ستة بنسات أو شلن واحد أو شلنين بعد عام 1963، ومن "يوم C" فصاعدًا، سيتخلصوا بالتدريج من جميع العملات الأسترالية التي تسبق النظام العشري. بعد إدخال العملة العشرية في أستراليا في 14 فبراير 1966، أصبح الشلن يعادل 10 سنتات في نظام الدولار الأسترالي الجديد.
وللمساعدة في عملية التحول إلى العملة العشرية في أستراليا، أطلقت الحكومة الفيدرالية حملة إعلانية لشرح للمجتمع الأسترالي كيفية تقديم هذا التحول. ظهرت أغلبية هذه الإعلانات على التلفاز والراديو. كانت الإعلانات جزءًا من برنامج تعليمي على مستوى البلاد يهدف إلى مساعدة الجمهور الأسترالي على فهم التحويل بين العملة العشرية وما قبل العشرية والأسباب التي تجعل أستراليا تتحول إلى العملة العشرية. كانت هناك شخصية كرتونية رئيسية مستخدمة في جميع الإعلانات التلفزيونية، اسمها "دولار بيل"، والتي قامت بتثقيف الشخصيات الكرتونية الأخرى حول نظام العملة الجديد.

## الأنواع
كان هناك عدد من الأنواع المختلفة من الشلن الأسترالي بسبب التغييرات في تصميم الوجه والظهر التي حدثت بين عامي 1909 و1963. وكان هناك أيضًا تغيير رئيسي في تكوين السبائك للشلن في عام 1946.

### علامة سك النقود
بين عامي 1910 و1915، كان التصميم الأمامي للشلن يحمل علامتي دار السك "H" و"L" حيث صدرا إما من قبل دار سك رالف هيتون في برمنغهام أو دار السك الملكية في لندن، على التوالي. عندما بدأ سك العملات الأسترالية في دار سك العملة في ملبورن، حملت بعض الشلنات علامة دار سك العملة في ملبورن أسفل التاريخ. خلال فترة إصدار العملة الأسترالية قبل النظام العشري، سكت الشلنات أيضًا في دار سك العملة في سيدني (التي تحمل علامة السك S)، ودار سك العملة في سان فرانسيسكو (التي تحمل علامة السك USAS)، ودار سك العملة في بيرث (التي تحمل علامة السك P).

### التصاميم

#### التصميم العكسي
كان هناك تصميمان متميزان للجانب الخلفي من الشلن الأسترالي، الأول يصور شعار النبالة الأسترالي لعام 1908 (استخدم في الفترة من 1910 إلى 1936)، والذي صممه ويليام هنري جيمس بلاكمور. كان هذا هو التصميم الأول لشعار النبالة في أستراليا و منح بموجب أمر ملكي من الملك إدوارد السابع. كان شعار النبالة الموجود على الشلن يعرض درعًا في الوسط مزينًا بصليب القديس جورج، في حين كانت هناك 5 نجوم سداسية الرؤوس منقطة على طول الجانب الداخلي للصليب. وضعت ستة دروع أصغر حجمًا تسمى الدروع الواقية حول الحافة الخارجية للدرع المركزي. فوق الدرع كان هناك النجمة السباعية، التي ترمز إلى الاتحاد.
التصميم الثاني للجانب الخلفي من الشلن الأسترالي يصور رام الميرينو، الذي صممه جورج كروغر غراي. ظهرت الأحرف الأولى من اسم كروغر غراي على شكل KG على كل عملة تحتوي على تصميمه. كان تصميم هذا الكبش الميرينو مبنيًا على بطل الكبش الميرينو الكبير في معرض سيدني السنوي السابع والثلاثين للأغنام في يونيو 1932. كان وضع رأس الكبش والقرن صحيحًا للغاية، لدرجة أنه تقرر وضع وجهه على التصميم الخلفي للشلن الأسترالي بعد ست سنوات في عام 1938. صور هذا الكبش، المسمى Uardry 0.1، أيضًا على عملة معدنية بقيمة 50 سنتًا لعام 1991.

#### تصميم الوجه
كانت أول شلنات تم سكها في عام 1910 تحمل صورة الملك إدوارد السابع على الوجه الأمامي للعملة التي صممها جورج دبليو دي سولز. بين عامي 1911 و1936، حملت العملات المعدنية صورة الملك جورج الخامس على الوجه الأمامي، والذي صمم بدلاً من ذلك من قبل السير إدغار ب. ماكينال.
وفقًا لدار سك العملة الملكية الأسترالية، "في عام 1936، تنازل إدوارد الثامن عن العرش، ونتيجة لذلك، لم تصدر أي عملات بريطانية أو أسترالية تحمل صورته". ومع ذلك، هناك عملات معدنية نادرة للغاية تستخدم الوجه الخلفي المخصص لعملات إدوارد الثامن وتحمل صورته على الوجه الأمامي والتي يعود تاريخها إلى عام 1937.
عندما اعتلى جورج السادس العرش، كانت العملات المعدنية التي سكت في عهده (1938-1952) مماثلة لتلك المصممة لعملات إدوارد الثامن، باستثناء التصميم العكسي الجديد الذي تغير إلى رأس رام ميرينو، بدلاً من شعار النبالة الأسترالي السابق. كان مطلوبًا من وجه الملك الموجود على تصميم الوجه الأمامي للعملات الأسترالية قبل النظام العشري أن يغير الاتجاه في كل مرة يصعد فيها ملك جديد إلى العرش، وهو ما تأثر بتنازل إدوارد الثامن. يصف دار سك العملة الملكية الأسترالية هذا الأمر على النحو التالي: "بحسب التقاليد، كان كل ملك جديد يواجه طريقة مختلفة في صورة عملته النقدية" عن سابقه. صمم توماس همفري باغيت الوجه الأمامي لعملات الملك جورج السادس، حيث كان وجهه يواجه نفس اتجاه والده، حيث كانت عملات شقيق جورج السادس، إدوارد الثامن، من المفترض أن تواجه الاتجاه المعاكس لاتجاه والده.
بعد تتويج الملكة إليزابيث الثانية، صدرت أول عملات معدنية تحمل صورتها في عام 1953، بنفس التصميم الخلفي للعملات المعدنية التي صدرت في عهد والدها جورج السادس. صمم الوجه الأمامي لعملات الملكة إليزابيث الثانية بواسطة ماري جيليك.

### تكوين السبائك
ينص قانون سك العملة لعام 1909 وفقًا للكومنولث على أن العملات الفضية (بما في ذلك الشلنات) يجب أن تكون مصنوعة من الفضة "القياسية"، والتي كانت في ذلك الوقت "تُعرف بأنها خليط من سبعة وثلاثين جزءًا من الفضة النقية مع ثلاثة أجزاء من السبائك". بين عامي 1910 و1938 كان الشلن يتكون من 92.5% فضة و7.5% نحاس. ومع ذلك، بعد الحرب العالمية الثانية، أدى ارتفاع سعر الفضة إلى أن محتوى الفضة في العملات الأسترالية أصبح قريبًا من تلبية القيمة الاسمية للعملة نفسها، وبالتالي قررت أستراليا تغيير محتوى الفضة في عملاتها. بعد عام 1946 وحتى عام 1963، كان الشلن يتكون من 50% فضة، و40% نحاس، و5% زنك، و5% نيكل. على النقيض من ذلك، فإن العملات "الفضية" الحالية في أستراليا ليست مصنوعة من الفضة.
| الصور                                                                                        | الصور | السنوات | السنوات | المعلمات التقنية | المعلمات التقنية | المعلمات التقنية | المعلمات التقنية                     | الوصف / الأسطورة / المصمم | الوصف / الأسطورة / المصمم                                                                  | الوصف / الأسطورة / المصمم                                                                                    |
| وجه العملة                                                                                   | العكس | من      | إلى     | القطر            | السمك            | الكتلة           | التركيب                              | الحافة                    | وجه العملة                                                                                 | العكس |
| -------------------------------------------------------------------------------------------- | ----- | ------- | ------- | ---------------- | ---------------- | ---------------- | ------------------------------------ | ------------------------- | ------------------------------------------------------------------------------------------ | --- |
|                                                                                              |       | 1910    | 1910    | 23.5 mm          |                  | 5.65 g           | 92.5% فضة, 7.5% نحاس                 | مقصب                      | إدوارد السابع إدواردز السابع د:ج: بريت. OMN: REX F: D: IND: IMP: بواسطة جورج وليام دي سولس | شعار النبالة الأسترالي لعام 1908 (مع شعار "تقدم أستراليا" على الشريط) شلن واحد بقلم دبليو. إتش. جيه. بلاكمور |
|                                                                                              |       | 1911    | 1936    |                  |                  |                  |                                      |                           | جورج الخامس جورجيفس الخامس، د.ج.بريت: OMN: REX F.D.IND:IMP: بقلم بيرترام ماكينال           | |
|                                                                                              |       | 1938    | 1944    |                  |                  |                  |                                      |                           | جورج السادس جورج السادس (D:G:BR:OMN:REX:F:D:IND:IMP). بقلم توماس هيو باجيت                 | أغنام مارينو / كومنولث ستار شلن أسترالي بقلم جورج كروغر غراي                                                 |
|                                                                                              |       | 1946    | 1948    |                  |                  |                  | 50.0% فضة, 40% نحاس, 5% نيكل, 5% زنك |                           |                                                                                            | |
|                                                                                              |       | 1950    | 1952    |                  |                  |                  |                                      |                           | جورج السادس جورجيفز السادس D:G:BR:OMN:REX FIDEI DEF. بقلم توماس هيو بيج                    | |
|                                                                                              |       | 1953    | 1954    |                  |                  |                  |                                      |                           | اليزابيث الثانية إليزابيث الثانية هبة الله بقلم ماري جيليك                                 | |
|                                                                                              |       | 1955    | 1963    |                  |                  |                  |                                      |                           | اليزابيث الثانية + إليزابيث الثانية، نعمة الله، ملكة السماء بقلم ماري جيليك                | |
| هذه الصور هي بمقياس 2.5 بكسل لكل ملم. For table standards, see the coin specification table. |       |         |         |                  |                  |                  |                                      |                           |                                                                                            | |

## العلاقة مع الشلن البريطاني

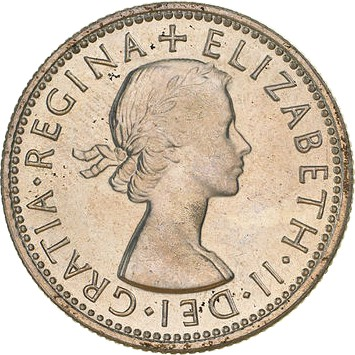

عند طرح الشلنات الأسترالية، كان من المقرر إنتاج جميع العملات المعدنية بنفس الحجم ونفس محتوى السبائك المستخدمة في نظيراتها البريطانية، وكان وجه العملة مطابقًا في الأصل للعملات البريطانية التي كانت تُظهر الملك بدون تاج. إلا أن تصميم الوجه تغير بعد أن قُدِّم إدوارد السابع بتاج، بينما كان تصميم الوجه الآخر أستراليًا بامتياز، إذ يُصوِّر شعار النبالة الأسترالي.
كان كل من الشلن البريطاني والأسترالي يحملان الحرفين "F:D" اللذين يمثلان عبارة "المدافع عن الإيمان"، وهو اللقب الذي يحمله الملك الإنجليزي، الذي هو أيضًا الحاكم الأعلى لكنيسة إنجلترا. إطلق اللقب على الملكية الإنجليزية في عام 1521 من قبل البابا لاون العاشر، الذي منح الملك هنري الثامن اللقب نتيجة لانتقاده لمارتن لوثر، المصلح البروتستانتي. ومع ذلك، إلغي اللقب في عام 1530 بعد أن انفصل الملك هنري عن الفاتيكان وأسس كنيسة إنجلترا. في عام 1544، منح البرلمان الإنجليزي اللقب لهنري الثامن، والذي استمر منحه للملوك الإنجليز بعد حكمه. كان هناك جدل حول أول شلنات صدرت للملكة إليزابيث الثانية في عام 1953، لأن هذه العملات لم تحمل نقش "F:D" على تصميم الوجه الأمامي. وقد أثار هذا القرار موجة من الاستنكار الشعبي، لا سيما من جانب قادة الكنيسة. في عام 1955، إضيفت الحروف "F:D" إلى تصميم الوجه الأمامي للشلنات و إضيفت إلى معظم فئات العملات الأسترالية في عام 1956.

## الإنتاج
قبل ظهور الشلن الأسترالي، كانت عملة أستراليا تُنتج بواسطة فروع دار سك العملة الملكية البريطانية في سيدني (افتتحت عام 1855)، وملبورن (افتتحت عام 1872)، وبيرث (افتتحت عام 1899). لم تُصدر دار سك العملة الملكية الأسترالية شلنًا أستراليًا أو أي شكل آخر من أشكال العملات قبل النظام العشري، حيث بدأت في إنتاج العملات الأسترالية بعد عامين من توقف إنتاج الشلن، وأنتجت العملات المعدنية فقط استعدادًا للانتقال إلى العملة العشرية.

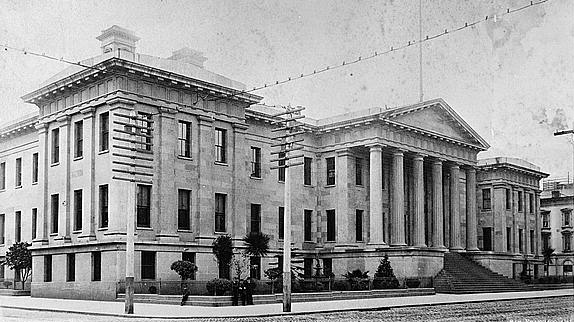
دار سك العملة القديمة في سان فرانسيسكو، التي بنيت في عام 1874.

إنتج الشلن الأسترالي في أستراليا وخارجها في فترات مختلفة. من عام 1910 إلى عام 1915، سكت الشلنات في دار سك العملة رالف هيتون في برمنغهام ودار سك العملة الملكية في لندن، ومع ذلك بدأ إنتاج الشلنات في ملبورن في عام 1916. بين عامي 1916 و1936، أنتجت دور سك العملة في سيدني وملبورن غالبية شلنات أستراليا. لقد عانت هذه الدور من نقص في التصنيع أثناء الحرب العالمية الثانية، الأمر الذي تطلب من أستراليا السماح بإنتاج عملات معدنية محددة (عملات فضية في المقام الأول) في دور سك العملة الأمريكية في سان فرانسيسكو ودنفر. إنتجت الشلنات والفلورينات في دار سك العملة في سان فرانسيسكو، في حين سكت الثلاثة بنسات والستة بنسات في كل من دار سك العملة في سان فرانسيسكو ودنفر. تُظهر هذه العملات المعدنية التي سكت في دار سك العملة الأمريكية علامات السك "S" و"D" على التوالي.

## علامات سك النقود
- ح :برمنغهام
- م :ملبورن
- الولايات المتحدة الأمريكية :سان فرانسيسكو
- نجمة (التاريخ أعلاه) : سيدني
- نقطة (قبل الشلن) : بيرث (عدد 1946)
- ل : دار سك العملة الملكية (لندن)[8]

## سك النقود

#### سكّ الشلن الأسترالي من عام 1910 إلى عام 1963
| إدوارد السابع | جورج الخامس       | جورج السادس            | اليزابيث الثانية |
| ------------- | ----------------- | ---------------------- | ---------------- |
| 1910 - 2,536  | 1911 - 1,000      | 1938 - 1,484           | 1953 - 12,204    |
|               | 1912 - 1,000      | 1939 - 1,520           | 1954 - 16,188    |
|               | 1913 - 1,200      | 1940 - 760             | 1955 - 7,492     |
|               | 1914 - 3,300      | 1941 - 2,500           | 1956 - 6,064     |
|               | 1915 - 800 (+500) | 1942 - 2,920 (+4000)   | 1957 - 12,668    |
|               | 1916 - 5,141      | 1943 - 1,580           | 1958 - 8,132     |
|               | 1917 - 5,274      | 1944 - 14,576 (+8,000) | 1959 - 10,156    |
|               | 1918 - 3,761      | 1946 - 10,072 (+1,316) | 1960 - 16,408    |
|               | 1920 - 1,642      | 1948 - 4,132           | 1961 - 30,100    |
|               | 1921 - 522        | 1950 - 7,188           | 1962 - 6,592     |
|               | 1922 - 2,039      | 1952 - 19,644          | 1963 - 10,072    |
|               | 1924 - 673        |                        |                  |
|               | 1925 - 1,449      |                        |                  |
|               | 1926 - 2,352      |                        |                  |
|               | 1927 - 1,416      |                        |                  |
|               | 1928 - 664        |                        |                  |
|               | 1931 - 1,000      |                        |                  |
|               | 1933 - 220        |                        |                  |
|               | 1934 - 480        |                        |                  |
|               | 1935 - 500        |                        |                  |
|               | 1936 - 1,424      |                        |                  |

## الاستشهادات
1. ↑  Commonwealth of Australia (1 سبتمبر 1909). "Coinage: No. 6 of 1909. An Act relating to Currency, Coinage, and Legal Tender" (PDF). مؤرشف من الأصل (PDF) في 2024-07-06. اطلع عليه بتاريخ 2022-01-07 – عبر المعهد الأسترالي للمعلومات القانونية  [لغات أخرى]‏ (AustLII). This Act may be cited as the Coinage Act 1909. [Short title]
2. ↑  "Currency Act 1965 [series]". Federal Register of Legislation. حكومة أستراليا. 10 ديسمبر 1965. مؤرشف من الأصل في 2025-06-12. اطلع عليه بتاريخ 2022-01-12.
3. ↑  "Decimal Currency". National Archives of Australia. 2010. مؤرشف من الأصل (Video + transcript) في 2022-09-07. اطلع عليه بتاريخ 2022-01-02. ... an animated black-and-white television advertisement designed to assist Australians with the transition from imperial to decimal currency on 14 February 1966.
4. ↑  Schade, Krista (2 Nov 2023). "Uardry 0.1 - the shilling ram". The Riverine Grazier (بالإنجليزية الأمريكية). Archived from the original on 2025-04-18. Retrieved 2024-11-10.
5. ↑  Pitt، Alan B. (2009). Renniks Australian Coin and Banknote Values (ط. 27th). Banksmeadow, NSW: Renniks Publications. ص. 44.
6. ↑  Royal Australian Mint, 2017. Australian Coin History, pp.1-2.
7. ↑  Harper, I. and Slizys, N., 1996. Measuring Seignoirage in Australia. Economic Papers: A journal of applied economics and policy, 15(2), pp.20-21.
8. ↑  Pitt، Alan B. (2009). Renniks Australian Coin and Banknote Values (ط. 27th). Banksmeadow, NSW: Renniks Publications. ص. 44.Pitt, Alan B. (2009). Renniks Australian Coin and Banknote Values (27th ed.). Banksmeadow, NSW: Renniks Publications. p. 44.

## روابط خارجية
- عملات من أستراليا / نوع العملة: شلن | نادي العملات الإلكتروني
- الشلن | بلو شيت

| سبقه {{{سبقه}}} | Shilling {{{الأعوام}}} | تبعه {{{تبعه}}} |